# Vuelo 191 de American Airlines
El vuelo 191 de American Airlines fue un vuelo doméstico de pasajeros programado regularmente desde el Aeropuerto Internacional O'Hare en Chicago hasta el Aeropuerto Internacional de Los Ángeles. En la tarde del 25 de mayo de 1979, el McDonnell Douglas DC-10 que operaba este vuelo despegaba de la pista 32R en el Aeropuerto Internacional O'Hare cuando su motor izquierdo se desprendió del ala, causando una pérdida de control. La aeronave se estrelló a unos 4600 pies (1402 m) del final de la pista 32R. Los 271 ocupantes a bordo murieron en el impacto, junto con dos personas en tierra. Con un total de 273 muertes, el desastre es el accidente de aviación más mortíferoocurrido en los Estados Unidos.
La Junta Nacional de Seguridad en el Transporte (NTSB) encontró que cuando la aeronave estaba comenzando su rotación de despegue, el motor número uno (el motor izquierdo) se separó del ala izquierda, volcando sobre la parte superior del ala y aterrizando en la pista. Cuando el motor se separó de la aeronave, cortó las líneas hidráulicas que bloqueaban los slats del borde de ataque del ala en su lugar y dañó una sección de 3 pies (1 m) del borde de ataque del ala izquierda. Las fuerzas aerodinámicas que actuaban sobre el ala provocaron una retracción no comandada de los slats externos. Cuando la aeronave comenzó a ascender, el ala izquierda dañada produjo mucha menos sustentación que el ala derecha, que aún tenía sus slats desplegados y su motor proporcionando el empuje de despegue completo. La aerodinámica interrumpida y desequilibrada de la aeronave provocó que rodara bruscamente hacia la izquierda hasta que se invirtió parcialmente, alcanzando un ángulo de inclinación de 112°, antes de estrellarse en un campo abierto junto a un parque de casas rodantes cerca del final de la pista. La separación del motor se atribuyó a daños en la estructura del pilón que sujeta el motor al ala, causados por procedimientos de mantenimiento inadecuados en American Airlines.

## Descripción

### Aeronave

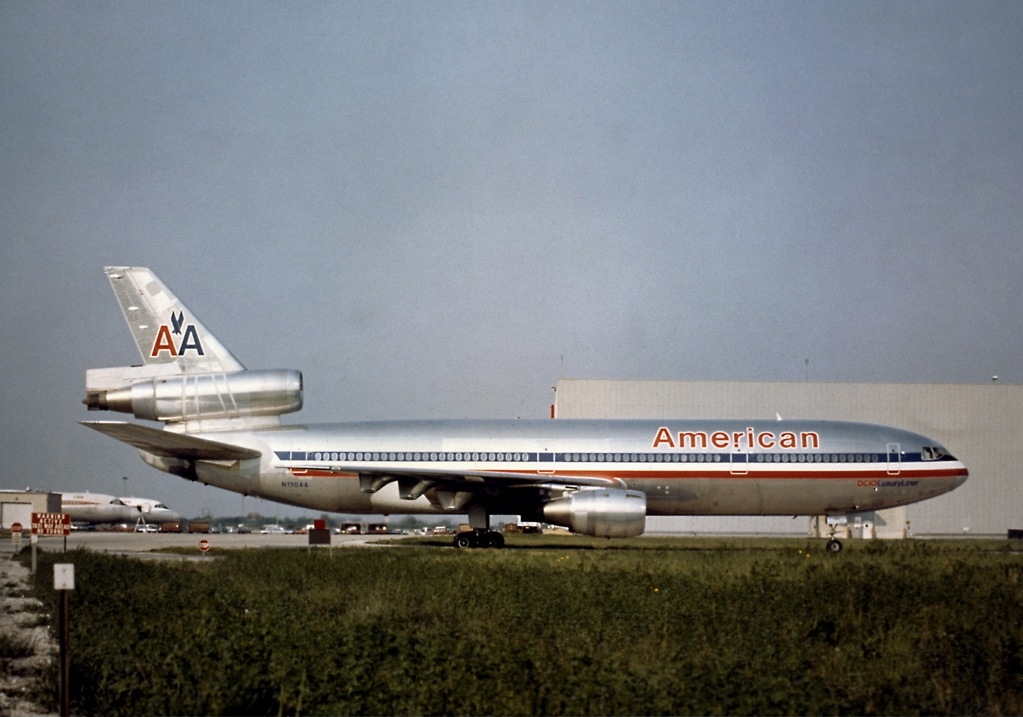
N110AA, el DC-10 accidentado, en 1974.

La aeronave involucrada era un McDonnell Douglas DC-10-10, matriculado como N110AA. Al momento del accidente, había acumulado poco menos de 20.000 horas de vuelo en siete años desde su entrega en 1972. La aeronave estaba propulsada por tres motores General Electric CF6-6D.Una revisión de los registros de vuelo y mantenimiento de la aeronave reveló que no se observaron discrepancias mecánicas el día anterior al accidente. Los registros de los vuelos anteriores ocurridos el día del accidente no se habían eliminado del libro de registro, en violación del procedimiento estándar, y fueron destruidos en el accidente.: 76 

### Tripulación de vuelo
El capitán Walter H. Lux (53 años) había pilotado el DC-10 desde su introducción ocho años antes. Acumuló unas 22.000 horas de vuelo, de las cuales unas 3.000 en un DC-10. También estaba cualificado para pilotar otras siete aeronaves, entre ellas el DC-6, el DC-7 y el Boeing 727.: 75 El primer oficial James Dillard (49 años) y el ingeniero de vuelo Alfred Udovich (56 años) también eran muy experimentados; contaban con 9275 horas de vuelo y 15 000 horas de vuelo, respectivamente. Entre ambos, sumaban 1830 horas de experiencia de vuelo en el DC-10.

## Accidente

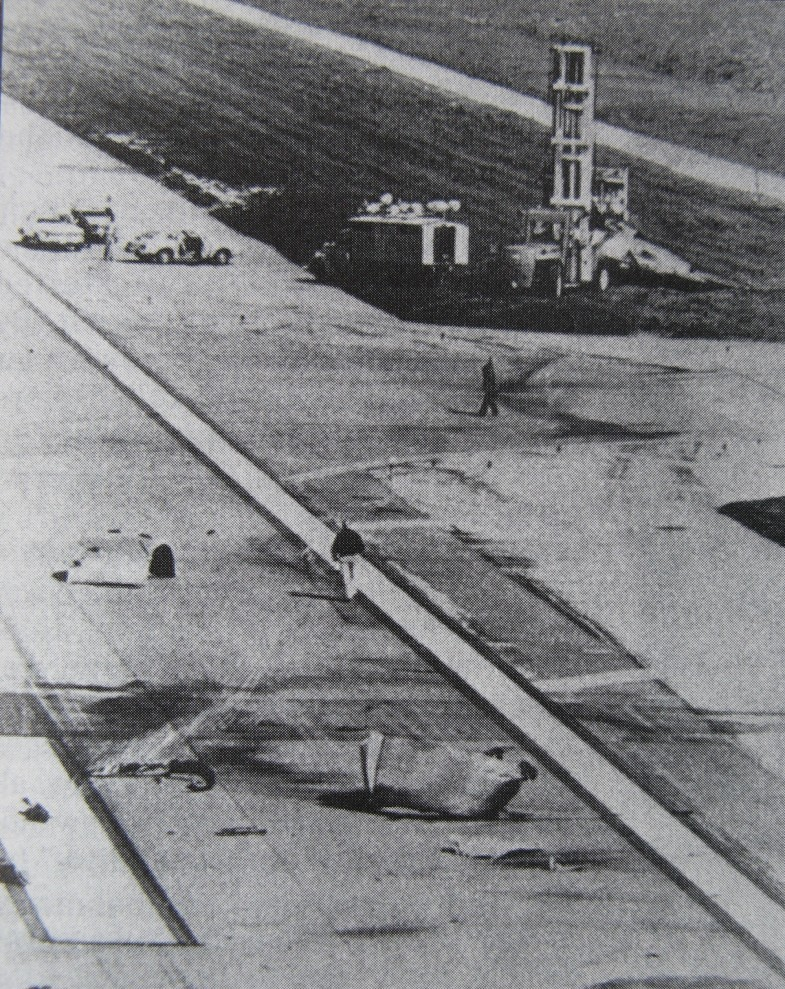
Restos en la pista.

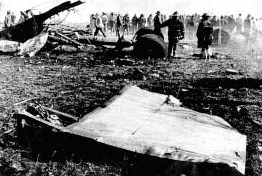
Bomberos examinando el lugar del accidente.

Todo empezó a las 12:00 h, cuando el piloto de American Airlines, Walter Lux, iba a terminar su turno después de cubrir la ruta Phoenix-Chicago. Entonces, otro piloto de la misma aerolínea se le acercó y le pidió que le cambiara el turno para pilotar el vuelo 191, debido a que tenía que asistir a una reunión familiar. Ese mismo día era el día en Memoria de los Caídos, y Walter quería pasar su día libre con su hijo Michael en la casa de campo que tenía en las afueras de Phoenix. Walter lo pensó y aceptó, pero no tuvo tiempo para avisar a su hijo del cambio, así que tendrá que llamarlo desde Los Ángeles.
Los pasajeros del vuelo 191 ya estaban facturando y preparándose para embarcar. Mientras tanto, Lux se reunió con su copiloto, el capitán James Dillard, para el repostaje de combustible. A las 14:57 h Walter Lux pidió permiso para maniobrar hasta la pista 32R del Aeropuerto Internacional O'Hare de Chicago. El DC-10 maniobró hasta la pista 32R y esperó a que pasara un Fokker F28 de American Airlines; un minuto después solicitaron el permiso para despegar y la torre de control de O'Hare se lo concedió.
Dillard y Lux pusieron los motores a plena potencia, y cuando el DC-10 levantó el morro, el motor número uno y su conjunto del pilón se separaron del ala izquierda, arrancando una sección de 3 pies (1 m) del borde de ataque y golpeando con la suficiente fuerza para seccionar los cables hidráulicos. La unidad combinada volcó sobre la parte superior del ala y aterrizó en la pista.: 2 Robert Graham, supervisor de mantenimiento de American Airlines, afirmó:

A medida que el avión se acercaba, noté lo que parecía ser vapor o humo proveniente del borde de ataque del ala y del pilón del motor número uno. Noté que el motor número uno se movía bastante, y justo cuando el avión se puso frente a mi posición y comenzó a girar, el motor se desprendió, pasó por encima del ala y volvió a bajar a la pista. Antes de pasar por encima del ala, el motor avanzó y subió como si tuviera sustentación y estuviera ascendiendo. No golpeó la parte superior del ala en su camino; más bien, siguió la trayectoria despejada del flujo de aire, subiendo por encima y luego bajando por debajo de la cola. El avión continuó un ascenso bastante normal hasta que comenzó un viraje a la izquierda. Y en ese momento, pensé que iba a regresar al aeropuerto.

Se desconoce qué se dijo en la cabina durante los 31 segundos previos al impacto final, ya que la grabadora de voz de cabina (CVR) perdió potencia al desprenderse el motor. El único audio relacionado con el accidente que la grabadora grabó es un golpe sordo (probablemente el sonido del motor al separarse), seguido del exclamar "¡Maldición!" por parte del primer oficial, momento en el que finaliza la grabación. Esto también podría explicar por qué los controladores aéreos no lograron comunicarse por radio con la tripulación para informarles de la pérdida de un motor. Sin embargo, esta pérdida de potencia resultó útil en la investigación, ya que sirvió como indicador de qué circuito del extenso sistema eléctrico del DC-10 había fallado.: 57 
Además, debido a la pérdida del motor, varios sistemas relacionados fallaron. El sistema hidráulico número uno, alimentado por el motor número uno, falló, pero continuó funcionando mediante motobombas que lo conectaban mecánicamente al sistema hidráulico tres. El sistema hidráulico tres también sufrió daños y comenzó a perder fluido, pero mantuvo la presión y el funcionamiento hasta el impacto. El sistema hidráulico dos no sufrió daños. El bus eléctrico número uno, cuyo generador estaba conectado al motor número uno, también falló, provocando la desconexión de varios sistemas eléctricos, especialmente los instrumentos del capitán, el vibrador de la palanca de mando y los sensores de discrepancia de los slats. Un interruptor en el panel superior habría permitido al capitán restablecer la alimentación de sus instrumentos, pero no se utilizó. El ingeniero de vuelo podría haber accedido al interruptor de alimentación de emergencia (como parte de una lista de verificación para situaciones anormales, no como parte de su procedimiento de emergencia para el despegue) para restablecer la alimentación eléctrica del bus eléctrico número uno. Esto solo habría funcionado si las fallas eléctricas ya no estuvieran presentes en el sistema eléctrico número uno. Para alcanzar ese interruptor de energía de emergencia, el ingeniero de vuelo habría tenido que girar su asiento, soltarse el cinturón de seguridad y ponerse de pie. En cualquier caso, la aeronave no superó los 350 pies (107 m) de altura sobre el suelo y solo estuvo en el aire 31 segundos entre el momento en que se desprendió el motor y el momento en que se estrelló; no hubo tiempo suficiente para realizar tal acción. En cualquier caso, el primer oficial estaba al mando del avión y sus instrumentos seguían funcionando con normalidad.: 52 
El avión ascendió a unos 325 pies (99 m) sobre el nivel del suelo mientras arrojaba una estela de niebla blanca de combustible y fluido hidráulico desde el ala izquierda. El primer oficial siguió al director de vuelo y elevó el morro a 14°, lo que redujo la velocidad aerodinámica de 165 nudos (190 mph; 306 km/h) a la velocidad aerodinámica de seguridad de despegue (V2) de 153 nudos (176 mph; 283 km/h), la velocidad a la que el avión podía ascender con seguridad después de sufrir una falla del motor.: 53–54 
La separación del motor cortó las líneas de fluido hidráulico que controlaban los slats del borde de ataque en el ala izquierda y los bloqueó en su lugar, causando que los slats externos (inmediatamente a la izquierda del motor número uno) se retrajeran bajo carga de aire. La retracción de los slats elevó la velocidad de entrada en pérdida del ala izquierda a aproximadamente 159 nudos (183 mph; 294 km/h), 6 nudos (7 mph; 11 km/h) más alta que la velocidad aerodinámica de seguridad de despegue prescrita (V2) de 153 nudos. Como resultado, el ala izquierda entró en pérdida aerodinámica total. Con el ala izquierda en pérdida, el avión comenzó a inclinarse hacia la izquierda, girando sobre su lado hasta que estuvo parcialmente invertido en un ángulo de inclinación de 112° con su ala derecha sobre su ala izquierda.
Como la cabina estaba equipada con una cámara de circuito cerrado de televisión colocada detrás del hombro del capitán y conectada a pantallas de visualización en la cabina de pasajeros, los pasajeros pueden haber presenciado estos eventos desde el punto de vista de la cabina mientras el avión se precipitaba hacia el suelo.No se sabe si la visión de la cámara fue interrumpida por la pérdida de energía del bus eléctrico número uno.El avión finalmente se estrelló contra un campo a unos 4600 pies (1402 m) del final de la pista.: 2 Grandes secciones de escombros de la aeronave fueron arrojadas por la fuerza del impacto hacia un parque de casas rodantes adyacente, destruyendo cinco casas rodantes y varios automóviles. El DC-10 también se estrelló contra un antiguo hangar de almacenamiento en el límite del aeropuerto en el antiguo emplazamiento del Aeropuerto Ravenswood. La aeronave fue destruida por la fuerza del impacto y la ignición de una carga casi completa de 21 000 galones americanos (79 494 L) de combustible; no quedaron componentes considerables aparte de los motores y la sección de cola.
El lugar del accidente es un campo ubicado al noroeste de la intersección de Touhy Avenue (Ruta 72 de Illinois) y Mount Prospect Road en el límite de los suburbios de Des Plaines y Mount Prospect, Illinois.: 2 

## Nacionalidades de los fallecidos
Las nacionalidades de los 258 pasajeros, 13 miembros de la tripulación y 2 personas en tierra incluyeron 43 países diferentes. Además de las 271 personas que se encontraban a bordo del avión, dos empleados de un taller de reparación cercano fallecieron y dos más sufrieron quemaduras graves.
| Nacionalidad         | Pasajeros | Tripulación | Tierra | Total |
| -------------------- | --------- | ----------- | ------ | ----- |
| Estados Unidos       | 158       | 13          | 1      | 173   |
| México               | 9         | 0           | 0      | 9     |
| Reino Unido          | 9         | 0           | 0      | 9     |
| Brasil               | 6         | 0           | 0      | 6     |
| Canadá               | 6         | 0           | 0      | 6     |
| Alemania             | 5         | 0           | 0      | 5     |
| Arabia Saudita       | 4         | 0           | 0      | 4     |
| Colombia             | 4         | 0           | 0      | 4     |
| Japón                | 4         | 0           | 0      | 4     |
| Países Bajos         | 4         | 0           | 0      | 4     |
| República Dominicana | 4         | 0           | 0      | 4     |
| Francia              | 3         | 0           | 0      | 3     |
| Australia            | 2         | 0           | 0      | 2     |
| Bolivia              | 2         | 0           | 0      | 2     |
| China                | 2         | 0           | 0      | 2     |
| España               | 2         | 0           | 0      | 2     |
| Irlanda              | 2         | 0           | 0      | 2     |
| Italia               | 2         | 0           | 0      | 2     |
| Jamaica              | 2         | 0           | 0      | 2     |
| Perú                 | 2         | 0           | 0      | 2     |
| Suiza                | 2         | 0           | 0      | 2     |
| Venezuela            | 2         | 0           | 0      | 2     |
| Argentina            | 1         | 0           | 0      | 1     |
| Austria              | 1         | 0           | 0      | 1     |
| Bélgica              | 1         | 0           | 0      | 1     |
| Chile                | 1         | 0           | 0      | 1     |
| Corea del Sur        | 1         | 0           | 0      | 1     |
| Ecuador              | 1         | 0           | 0      | 1     |
| El Salvador          | 1         | 0           | 0      | 1     |
| Finlandia            | 1         | 0           | 0      | 1     |
| Grecia               | 0         | 0           | 1      | 1     |
| Guatemala            | 1         | 0           | 0      | 1     |
| Haití                | 1         | 0           | 0      | 1     |
| Hong Kong            | 1         | 0           | 0      | 1     |
| Hungría              | 1         | 0           | 0      | 1     |
| India                | 1         | 0           | 0      | 1     |
| Israel               | 1         | 0           | 0      | 1     |
| Nueva Zelanda        | 1         | 0           | 0      | 1     |
| Panamá               | 1         | 0           | 0      | 1     |
| Paraguay             | 1         | 0           | 0      | 1     |
| Santa Lucía          | 1         | 0           | 0      | 1     |
| Suecia               | 1         | 0           | 0      | 1     |
| República de China   | 1         | 0           | 0      | 1     |
| Trinidad y Tobago    | 1         | 0           | 0      | 1     |
| Uruguay              | 1         | 0           | 0      | 1     |
| Total                | 258       | 13          | 2      | 273   |

## Investigación
El desastre y la investigación recibieron una amplia cobertura mediática. El impacto en el público se acentuó por el dramático impacto de una foto amateur del avión en movimiento, publicada en la portada del Chicago Tribune el domingo dos días después del accidente.

### Separación del motor

Un diagrama de la FAA del motor del DC-10 y el conjunto del pilón que indica la falla en el accesorio de fijación del pilón trasero.

Los testigos del accidente coincidieron en que la aeronave no había impactado ningún objeto extraño en la pista. Además, no se encontraron fragmentos del ala ni de ningún otro componente de la aeronave junto con el motor separado, salvo su pilón de soporte; esto llevó a los investigadores a concluir que nada más se había desprendido de la estructura del avión y que había impactado el motor. Por lo tanto, la separación del conjunto motor/pilón solo pudo deberse a un fallo estructural. Los paneles de instrumentos de la cabina estaban tan dañados que no proporcionaron información útil.
Durante la investigación, un examen de los puntos de fijación del pilón reveló daños en el soporte de montaje del pilón del ala, que coincidían con la forma doblada del herraje de fijación trasero del pilón. Esto indicaba que el herraje de fijación del pilón había golpeado el soporte de montaje en algún momento. Esta evidencia era importante, ya que la única forma en que el herraje del pilón podía golpear el soporte de montaje del ala de la forma observada era si se habían retirado los pernos que sujetaban el pilón al ala y el conjunto motor/pilón estaba sujeto a algo distinto a la aeronave. Por lo tanto, los investigadores pudieron concluir que el daño observado en el soporte del pilón trasero ya existía antes del accidente, y no fue causado por este.: 18 
La NTSB determinó que el daño al pilón del motor del ala izquierda había ocurrido durante un cambio de motor anterior en las instalaciones de mantenimiento de aeronaves de American Airlines en Tulsa, Oklahoma, entre el 29 y el 30 de marzo de 1979.: 68 En esas fechas, la aeronave se sometió a un servicio rutinario, durante el cual se retiraron el motor y el pilón del ala para su inspección y mantenimiento. El procedimiento de extracción recomendado por McDonnell-Douglas requería separar el motor del pilón antes de separar este último del ala. Sin embargo, American Airlines, al igual que Continental Airlines y United Airlines, había desarrollado un procedimiento diferente que ahorraba unas 200 horas de trabajo por aeronave y, lo que es más importante desde el punto de vista de la seguridad, reducía el número de desconexiones (de sistemas como líneas hidráulicas y de combustible, cables eléctricos y cableado) de 79 a 27. Este nuevo procedimiento implicó la extracción del conjunto de motor y pilón como una sola unidad, en lugar de componentes individuales. La implementación de United implicó el uso de una grúa puente para sostener el conjunto de motor y pilón durante la extracción y reinstalación. El método elegido por American y Continental consistió en sostener el conjunto de motor y pilón con una carretilla elevadora grande.: 26 
Si la carretilla elevadora se hubiera posicionado incorrectamente, el conjunto motor/pilón se habría desestabilizado al manipularlo, lo que provocaría que se balanceara como un balancín y atascara el pilón contra los puntos de fijación del ala. Los operadores de la carretilla elevadora se guiaban únicamente con señales manuales y de voz, ya que no podían ver directamente la unión entre el pilón y el ala. El posicionamiento debía ser extremadamente preciso o podrían producirse daños estructurales. Para agravar el problema, las tareas de mantenimiento del N110AA no se desarrollaron correctamente. Los mecánicos comenzaron a desconectar el motor y el pilón como una sola unidad, pero se produjo un cambio de turno a mitad del trabajo. Durante este intervalo, aunque la carretilla elevadora permaneció parada, las horquillas que soportaban todo el peso del motor y el pilón se movieron ligeramente hacia abajo debido a una pérdida normal de presión hidráulica asociada al apagado del motor de la carretilla elevadora; esto provocó una desalineación entre el motor/pilón y el ala. Al reanudarse el trabajo, el pilón se atascó en el ala y fue necesario reposicionar la carretilla elevadora. No está claro si el daño al soporte fue causado por el movimiento descendente inicial de la estructura del motor/pilón o por el intento de realineación.: 29–30 Independientemente de cómo ocurrió, el daño resultante, aunque insuficiente para causar una falla inmediata, terminó provocando grietas por fatiga, que empeoraron con cada despegue y aterrizaje durante las ocho semanas siguientes. Cuando el accesorio finalmente falló, el motor y su pilón se desprendieron del ala. La estructura que rodeaba el soporte delantero del pilón también falló debido a las tensiones resultantes.: 12 
La inspección de las flotas de DC-10 de las tres aerolíneas reveló que, si bien el método de elevación de United parecía inofensivo, varios DC-10 tanto de American como de Continental ya tenían grietas por fatiga y daños por flexión en sus soportes de pilón causados por procedimientos de mantenimiento similares.: 18 El representante de servicio de campo de McDonnell-Douglas declaró que la compañía no recomendaría este procedimiento debido al riesgo que conlleva y que así lo había informado a American Airlines. Sin embargo, McDonnell-Douglas no tiene la autoridad para aprobar o rechazar los procedimientos de mantenimiento de sus clientes.: 26 

### Velocidad inadecuada
La NTSB determinó que la pérdida de un motor y la resistencia asimétrica causada por el daño al borde de ataque del ala no deberían haber sido suficientes para provocar que los pilotos perdieran el control de su aeronave; la aeronave debería haber sido capaz de regresar al aeropuerto utilizando sus dos motores restantes.: 54 Por lo tanto, la NTSB examinó los efectos que la separación del motor tendría en los sistemas de control de vuelo, hidráulicos, eléctricos y de instrumentación de la aeronave. A diferencia de otros diseños de aeronaves, el DC-10 no contaba con un mecanismo independiente que bloqueara los slats extendidos del borde de ataque, sino que dependía únicamente de la presión hidráulica del sistema.: 53, 57 La NTSB determinó que el motor rompió las líneas hidráulicas al separarse del ala del DC-10, lo que provocó una pérdida de presión hidráulica; el flujo de aire sobre las alas obligó a los slats del ala izquierda a retraerse, lo que provocó una entrada en pérdida en el ala izquierda.: 53 En respuesta al accidente, se instalaron válvulas de alivio de los slats para evitar su retracción en caso de daño en la línea hidráulica.
Los restos estaban demasiado fragmentados como para determinar la posición exacta de los timones, elevadores, flaps y slats antes del impacto. Un análisis de fotografías de testigos oculares solo mostró que los slats del ala derecha estaban completamente extendidos mientras la tripulación intentaba, sin éxito, corregir su pronunciado alabeo. No se pudo determinar la posición de los slats del ala izquierda a partir de las fotografías borrosas a color, por lo que se enviaron a un laboratorio en Palo Alto, California, para su análisis digital, un proceso que superó los límites de la tecnología de la década de 1970 y requirió equipos grandes, complejos y costosos. Las fotografías se redujeron a blanco y negro, lo que permitió distinguir los slats del ala, demostrando así que estaban retraídos. Además, se verificó que la sección de cola del avión estaba intacta y que el tren de aterrizaje estaba desplegado.: 20–21 
Se realizaron pruebas en túnel de viento y simulador de vuelo para comprender la trayectoria del avión tras la separación del motor y la retracción de los slats del ala izquierda. Estas pruebas demostraron que el daño en el borde de ataque del ala y la retracción de los slats aumentaron la velocidad de entrada en pérdida del ala izquierda de 124 ns (143 mph; 230 km/h) a 159 ns (183 mph; 294 km/h).: 23 El DC-10 incorpora dos dispositivos de advertencia que podrían haber alertado a los pilotos de la inminente entrada en pérdida: la luz de advertencia de desacuerdo de slats, que debería haberse encendido tras la retracción no comandada de los slats, y el vibrador de la palanca de mando en la columna de control del capitán, que se activa cerca de la velocidad de pérdida. Ambos dispositivos de advertencia estaban alimentados por un generador eléctrico accionado por el motor principal, y ambos quedaron inoperativos tras la pérdida de dicho motor.: 54, 55, 67 La columna de control del copiloto no estaba equipada con un vibrador de la palanca de mando; McDonnell Douglas ofreció el dispositivo como opción para el copiloto, pero American Airlines decidió no instalarlo en su flota de DC-10. Tras este accidente, se hizo obligatorio el uso de vibradores de la palanca de mando para ambos pilotos.
Al alcanzar la velocidad V1, la tripulación estaba lista para despegar, por lo que siguió los procedimientos estándar para una situación de motor fuera de servicio. Este procedimiento consiste en ascender a la velocidad aerodinámica de seguridad (V2) y la actitud (ángulo) de despegue, según las indicaciones del director de vuelo. El fallo eléctrico parcial, producido por la separación del motor izquierdo, impidió que la advertencia de entrada en pérdida y el indicador de retracción de slats funcionaran. Por lo tanto, la tripulación desconocía que los slats del ala izquierda se estaban retrayendo. Esta retracción aumentó significativamente la velocidad de entrada en pérdida del ala izquierda. Por lo tanto, volar a la velocidad aerodinámica de seguridad provocó que el ala izquierda entrara en pérdida mientras que la derecha aún generaba sustentación, por lo que la aeronave se inclinó brusca e incontrolablemente hacia la izquierda. Las recreaciones del simulador posteriores al accidente determinaron que «si el piloto hubiera mantenido una velocidad aerodinámica excesiva, el accidente podría no haber ocurrido».: 54 

### Causa probable
Los resultados de la investigación de la NTSB se publicaron el 21 de diciembre de 1979:

La Junta Nacional de Seguridad en el Transporte (NTSB) determina que la causa probable de este accidente fue la pérdida asimétrica y el consiguiente balanceo de la aeronave debido a la retracción no comandada de los slats del borde de ataque exterior del ala izquierda y la pérdida de los sistemas de advertencia de pérdida e indicación de desacuerdo entre slats, como resultado de daños inducidos por mantenimiento que provocaron la separación del conjunto del motor y el pilón n.º 1 en un punto crítico durante el despegue. La separación se debió a daños causados por procedimientos de mantenimiento inadecuados, que provocaron la falla de la estructura del pilón. Contribuyeron a la causa del accidente la vulnerabilidad del diseño de los puntos de fijación del pilón a los daños por mantenimiento; la vulnerabilidad del diseño del sistema de slats del borde de ataque a los daños que produjeron asimetría; deficiencias en los sistemas de vigilancia e informes de la Administración Federal de Aviación (FAA), que no detectaron ni previnieron el uso de procedimientos de mantenimiento inadecuados; deficiencias en las prácticas y comunicaciones entre los operadores, el fabricante y la FAA, que no determinaron ni difundieron los detalles sobre incidentes previos de daños por mantenimiento;  y la intolerancia a los procedimientos operativos prescritos ante esta emergencia única.: 69 

## Dramatización
El canal de cable/satélite National Geographic produjo un documental sobre el accidentey un episodio de Segundos catastróficos titulado "Chicago Plane Crash" detalló el accidente e incluyó grabaciones de las conferencias de prensa de la investigación. La serie de televisión canadiense Mayday: catástrofes aéreas retrató el accidente en el episodio "Catástrofe en O'Hare", que posteriormente se emitió en Estados Unidos en el Canal Smithsonian y en la serie Air Disasters del Canal National Geographic.El accidente también se trató en "Punto de Ruptura", el segundo episodio de la primera temporada del programa de televisión ¿Por qué se estrellan los aviones? de MSNBC.
El cantante folk de Chicago Steve Goodman escribió la canción "Balada del vuelo 191 (Lo saben todo sobre él)" en respuesta al accidente y la investigación posterior como canción inaugural de una serie de canciones temáticas que se emitieron en la Radio Pública Nacional en 1979.